# Who’s Greatest Hits
Who's Greatest Hits — сборник лучших песен рок-группы The Who.

## Список композиций
Слова и музыка всех песен — Пит Таунсенд, если не указано иначе.
| №  | Название                 | Длительность |
| -- | ------------------------ | ------------ |
| 1. | «Substitute»             | 3:50         |
| 2. | «The Seeker»             | 3:14         |
| 3. | «Magic Bus»              | 3:25         |
| 4. | «My Generation»          | 3:19         |
| 5. | «Pinball Wizard»         | 3:03         |
| 6. | «Happy Jack»             | 2:12         |
| 7. | «Won't Get Fooled Again» | 3:38         |

| №   | Название                 | Длительность |
| --- | ------------------------ | ------------ |
| 8.  | «My Wife» (Джон Энтвисл) | 3:36         |
| 9.  | «Squeeze Box»            | 2:43         |
| 10. | «Relay»                  | 3:48         |
| 11. | «5:15»                   | 4:53         |
| 12. | «Love Reign O'er Me»     | 3:07         |
| 13. | «Who Are You»            | 5:02         |

## Сертификации
| Страна | Провайдер | Статус       |
| ------ | --------- | ------------ |
| США    | RIAA      | 2xПлатиновый |